# Entlebuch (thị xã)
Huyện Entlebuch (tiếng Pháp: District du Entlebuch, tiếng Đức: Bezirk Entlebuch) là một huyện hành chính của Thụy Sĩ. Huyện này thuộc bang Bang Lucerne. Huyện Entlebuch có diện tích 410 km², dân số theo thống kê của cục thống kê Thụy Sĩ năm 1999 là 18817 người. Trung tâm của huyện đóng ở Entlebuch. Mã của huyện là 301.